# Mortero (heráldica)
El mortero es un bonete de terciopelo utilizado en el pasado por determinadas dignidades superiores. 
En heráldica, los morteros son la marca, insignia y señal de la justicia soberana y por eso los traen los cancilleres, primeros presidentes y presidentes ordinarios para ser conocidos en su dignidad y cada uno con su diferencia aunque la forma en todos es redonda y plana, pero distintamente guarnecidos.
El de los cancilleres es un mortero redondo de tela de oro bordada de lo mismo, la vuelta levantada y forrada de armiños, que ponen sobre la celada y aun por cimera de las armas a la cual sobreponen algunos las armas del soberano o parte de ellas, como en España un castillo o un león y en Francia, la flor de lis.
Los primeros presidentes, esto es el presidente principal de la corte, trae un mortero de terciopelo negro guarnecido de dos grandes galones de oro en los dos bordes alto y bajo que ponen de la propia forma sobre el timbre por marca de su dignidad.
Los otros presidentes de cancillerías ordinarias traen del mismo modo su mortero de terciopelo negro pero solo con un galón de oro al borde bajo.